# جورج فوستر بيبودي
جورج فوستر بيبودي (بالإنجليزية: George Foster Peabody)‏ هو شخصية أعمال أمريكي، ولد في 27 يوليو 1852 في كولومبوس في الولايات المتحدة، وتوفي في 4 مارس 1938 في وارم سبرينجز في الولايات المتحدة.